# Mixtape: Dominate
Mixtape: Dominate (стилизуется как Mixtape : dominATE; читается как «Микстейп: Доминэйт») — сингл-альбом южнокорейского бой-бэнда Stray Kids, выпущенный 21 марта 2025 года лейблами JYP Entertainment и Republic Records. Является пятым релизом проектов «Mixtape», приуроченным к празднованию седьмой годовщины дебюта группы.

## Предпосылки и продвижение
10 марта 2025 года был анонсирован сингл-альбом Mixtape: Dominate, описываемый как пятый релиз серии проектов «Mixtape» после синглов «Mixtape: Gone Days» (2019), «Mixtape: On Track» (2020), «Mixtape: Oh» (2021) и «Mixtape: Time Out» (2022). Он должен был появиться в продаже 21 марта на цифровых музыкальных и стриминговых платформах в рамках седьмой годовщины дебюта группы.
12 марта были обнародованы обложка и список композиций. Обложка передаёт «таинственную, но интенсивную энергию с сочетанием различных цветов» и логотипы каждого трека. Сингл-альбом состоит из пяти композиций: корейской версии сингла «Giant» с одноимённого второго японского студийного альбома и четырёх песен дуэтов — «Burnin' Tires» Чханбина и Ай Эна, «Truman» Хана и Феликса, «Escape» Пан Чхана и Хёнджина и «Cinema» Ли Ноу и Сынмина.
Группа представила планировщик 14 марта и представила все песни дуэтов в серии «Unveil: Track», а также их короткие видео за кадром. Музыкальные видеоклипы на данные песни были загружены с 22 по 26 марта, за исключением 25 марта. Stray Kids исполнили эти песни во время мирового тура Dominate, начиная с латиноамериканского этапа тура в марте 2025 года.

## Музыка и текст песен
Mixtape: Domiate состоит из пяти композиций, общая сумма продолжительности у которых составляет 15 минут и 54 секунды. Сингл-альбом начинается корейской версией песни «Giant», представляющей собой смесь бум-бапа и дабстепа, и выражающей «упорный труд и отказ принимать все как должное, независимо от того, насколько известным человек стал». «Burnin' Tires» Чханбина и Ай Эна представляет собой смесь рока и хип-хопа, говорящую о бунтарстве и свободе, когда «они бегут свободно по своими желаниями».
Затем Хан и Феликс исполняют песню «Truman», в которой говорится о необходимости постоянно бороться с собой и уверенно идти к успеху. За ней следует «Escape» Пан Чхана и Хёнджина, альтернативный ритм-н-блюз-трек, движимый «мечтательной» электрогитарой и «захватывающим» ритмом регги. В тексте песни говорится о необходимости оставить отчаяние и бежать вместе, чтобы найти любовь и свободу. Mixtape: Dominate завершается песней Ли Ноу и Сынмина «Cinema», в которой поднимаются темы настойчивости, следования за мечтой и бережного отношения к любимым, ведь они будут петь все, что в их силах, до тех пор, пока не опустится занавес.

## Список композиций
| №                   | Название                                 | Текст песни          | Музыка                                 | Аранжировка                | Длительность |
| ------------------- | ---------------------------------------- | -------------------- | -------------------------------------- | -------------------------- | ------------ |
| 1.                  | «Giant» (корейская версия)               | Пан Чхан Чханбин Хан | Пан Чхан Чханбин Хан Restart Чхэ Ганхэ | Restart Чхэ Ганхэ Пан Чхан | 2:53         |
| 2.                  | «Burnin' Tires» (дуэт Чханбина и Ай Эна) | Чханбин Ай Эн        | Чханбин Ай Эн Restart Чхэ Ганхэ        | Restart Чхэ Ганхэ          | 2:53         |
| 3.                  | «Truman» (дуэт Хана и Феликса)           | Хан Феликс           | Хеликсс Peach.L Хан Феликс             | Хеликсс                    | 3:15         |
| 4.                  | «Escape» (дуэт Пан Чхана и Хёнджина)     | Пан Чхан Хёнджин     | Пан Чхан Хёнджин Версачхой             | Пан Чхан Версачхой         | 3:11         |
| 5.                  | «Cinema» (дуэт Ли Ноу и Сынмина)         | Ли Ноу Сынмин        | Сынмин Ли Ги Хван Кона                 | Ли Кона                    | 3:41         |
| Общая длительность: | Общая длительность:                      | Общая длительность:  | Общая длительность:                    | Общая длительность:        | 15:54        |

## Чарты
| Чарт (2025)                         | Высшая позиция |
| ----------------------------------- | -------------- |
| Бельгия/Фландрия (Ultratop)         | 191            |
| Португалия (AFP)                    | 71             |
| Франция (SNEP)                      | 191            |
| Швейцария (Schweizer Hitparade)     | 82             |
| Япония (Billboard Japan Hot Albums) | 59             |
| Япония (Oricon Combined Albums)     | 26             |

## История релиза
| Регион | Дата          | Формат                       | Лейбл                              | Источник |
| ------ | ------------- | ---------------------------- | ---------------------------------- | -------- |
| Мир    | 21 марта 2025 | Цифровое скачивание стриминг | JYP Entertainment Republic Records | [ 18 ]   |

### Комментарии
1. ↑  Лейбл JYP Entertainment классифицирует релиз как цифровой сингл, несмотря на то, что некоторые источники описывают его как «мини-альбом».